# Gallina del Prat

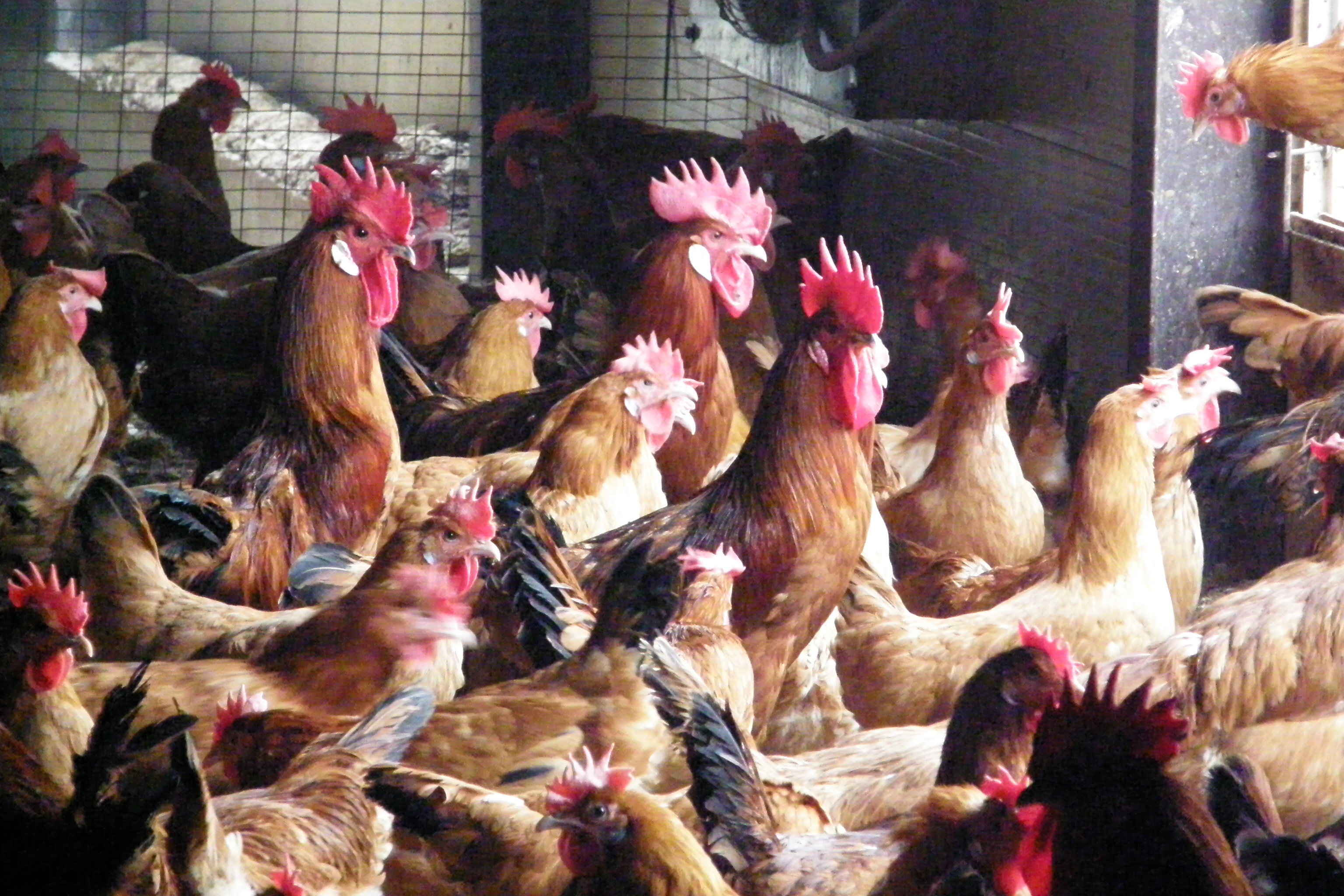
Granja de galls i gallines pota blava al Prat

Logotip IGP Pollastre i Capo del Prat

La gallina del Prat (també coneguda com a gallina Prat o potablava) és una raça de gallina pròpia de l'àrea del Prat de Llobregat. Els pollastres i capons d'aquesta raça obtinguts en explotacions de l'àrea del Prat gaudeixen de la qualificació d'indicació geogràfica protegida (IGP) "Pollastre i Capó del Prat" atorgada per la Generalitat de Catalunya l'any 1987 i reconeguda per la Unió Europea el 1996. La IGP està regulada per la Comissió Gestora de la Indicació Geogràfica Protegida Pollastre i Capó del Prat. Per a promocionar el seu consum i fer difusió de la raça, s'organitza anualment la fira avícola al Prat de Llobregat.

## Història
És la raça definida des de més antic a Espanya conjuntament amb la castellana negra. El seu origen es trobaria entre les races criades des d'antic a la zona. Ja a l'edat mitjana tenia fama la seva carn de ser molt bona i, per tant, era molt preuada.
A finals del segle xix es va dur a terme una selecció d'exemplars que va acabar de definir la raça de manera que es va anar expandint fins ben bé la dècada de 1960 moment en què es va aplicar l'heterosi a les gallines de la zona per tal d'obtenir quasi el doble d'ous i carn que les gallines de raça pura. Això va fer que el seu nombre entrés en davallada i que gairebé només es guardés com a decoració a causa del seu aspecte característic.
Havia estat molt explotada per l'elevada producció d'ous de la raça, motiu per la que era famosa, però avui destaca en la producció de capons.
El 1975 es va posar en marxa un programa de recuperació de l'espècie. El 1986 es va fundar l'Associació de Criadors de Raça Prat.
El 2010 es produïen uns 16.000 pollastres a l'any, dels quals 4.500 es comercialitzaven amb la marca de la IGP i de la resta un 60% s'engreixaven a Catalunya i l'altre 40% repartits per diferents comunitats autònomes. Els programes de millora genètica han aconseguit reduir el temps de sacrifici al cap de sis setmanes sense que perdi propietats organolèptiques.

## Característiques
La Raça Prat, autòctona de la comarca del Baix Llobregat, es caracteritza pel seu color ros fosc, les potes de color blau pissarra i la cresta senzilla dentada; la cua del gall té plomes abundants i caiguda cap enrere. Té una carn amb una finor i una melositat característiques i sense greixos excessius. Els pollastres i els capons són criats en explotacions ubicades en els termes municipals de Castelldefels, Cornellà de Llobregat, el Prat de Llobregat, Gavà, Sant Boi de Llobregat, Sant Climent de Llobregat, Sant Feliu de Llobregat, Viladecans i Santa Coloma de Cervelló.
- Grandària mitjana (pesada en el cas dels millorats)
- Cresta grossa i simple
- Potes de color blau pissarra
- Orelletes de color blanc intens
- Posta entre 150 i 160 ous l'any (180 en els millorats)
- Ous grossos de color rosat
- N'hi ha dues varietats la lleonada i la blanca

## Producció i comercialització
Es crien a terra, amb una densitat en els galliners que no pot superar els 8 animals per metre quadrat de superfície interior. Llur alimentació comporta un mínim del 70% de cereals, i són totalment prohibits els factors de creixement. Els pollastres i els capons es sacrifiquen a una edat mínima de 90 dies i 182 dies, respectivament.
Les canals comercialitzades són de categoria A, fresques i refrigerades. Cada unitat de venda porta una etiqueta individual numerada, amb el nom de "Pollastre del Prat. Indicació Geogràfica Protegida", el logotip i el símbol comunitari a més de les següents indicacions: Edat de sacrifici, Data de caducitat, Tipus d'alimentaci, Número d'identificació, Classe A i tipus de presentació, Nom de l'entitat de control.
| Any  | Producció (tn) |
| ---- | -------------- |
| 2008 | 12             |
| 2009 | 13             |
| 2010 | 13             |
| 2011 | 8              |
| 2012 | 10             |
| 2013 | 8              |

## Regulació
El Consell Regulador garanteix que els productes emparats per la IGP compleixen els requisits establerts en el reglament.
L'entitat de certificación OCA Instituto de Certificación SLU en realitza el control i la certificació.